# Web di động

Các trang web được thiết kế lại cho các màn hình di động, với các kích cỡ khác nhau từ điện thoại thông minh, netbook và máy tính bảng, cho đến máy tính xách tay, với màn hình được hiển thị theo tỷ lệ phù hợp.

Web di động đề cập đến các trình duyệt cơ bản (tiếng Anh: browser-based) World Wide Web được tối ưu hóa hiển thị để truy cập từ các thiết bị di động cầm tay, chẳng hạn như điện thoại thông minh hoặc điện thoại phổ thông, thông qua một mạng di động hoặc mạng không dây khác.
Theo cách truyền thống, World Wide Web đã được truy cập thông qua các dịch vụ đường truyền cố định trên máy tính xách tay và máy tính để bàn. Tuy nhiên, ngày nay web có thể được truy cập bằng các thiết bị cầm tay và các thiết bị không dây. Sự chuyển đổi sang truy cập web di động đã tăng tốc kể từ năm 2007 với sự gia tăng của điện thoại thông minh và năm 2010 với sự gia tăng của máy tính bảng. Cả hai nền tảng đều cho phép việc truy cập Internet tốt hơn so với các thế hệ thiết bị di động trước đây bằng cách đa dạng màn hình sử dụng, sử dụng trình duyệt di động hoặc gia tăng trải nghiệm web của người dùng dựa trên ứng dụng. Các nhà thiết kế web có thể làm việc riêng trên các trang đó hoặc các trang có thể được tự động chuyển đổi, như trong Wikipedia di động. Tốc độ nhanh hơn, các thiết bị nhỏ hơn, nhiều tính năng hơn và có vô số ứng dụng tiếp tục thúc đẩy sự phát triển bùng nổ cho lưu lượng truy cập internet di động. Theo Báo cáo của Virtual Network Index 2017 (VNI) do Cisco Systems tạo ra dự báo đến năm 2021, sẽ có 5,5 tỷ người dùng di động toàn cầu.
Sự khác biệt giữa ứng dụng web di động và ứng dụng gốc được dự đoán sẽ ngày càng mờ nhạt, khi các trình duyệt di động truy cập trực tiếp vào phần cứng của thiết bị di động và tốc độ, khả năng của các ứng dụng dựa trên trình duyệt được cải thiện.
Web di động cũng được gọi là Web 3.0, tương tự như những thay đổi mà người dùng đang trải qua khi các Web 2.0 được phổ biến.
Ngày nay, Web di động vẫn phải chịu các vấn đề về khả năng sử dụng và khả năng tương tác. Các vấn đề về khả năng sử dụng tập trung vào kích thước nhỏ của các dạng thức điện thoại di động (giới hạn về độ phân giải màn hình và đầu vào / khả năng vận hành). Các vấn đề về khả năng tương tác bắt nguồn từ sự phân mảnh các nền tảng của thiết bị di động, hệ điều hành di động và các trình duyệt.  Mặc dù có những thiếu sót, nhưng một nghiên cứu vào tháng 6 năm 2011 về phát triển di động đã chỉ ra web di động là nền tảng được sử dụng nhiều thứ ba, sau Android và iOS.

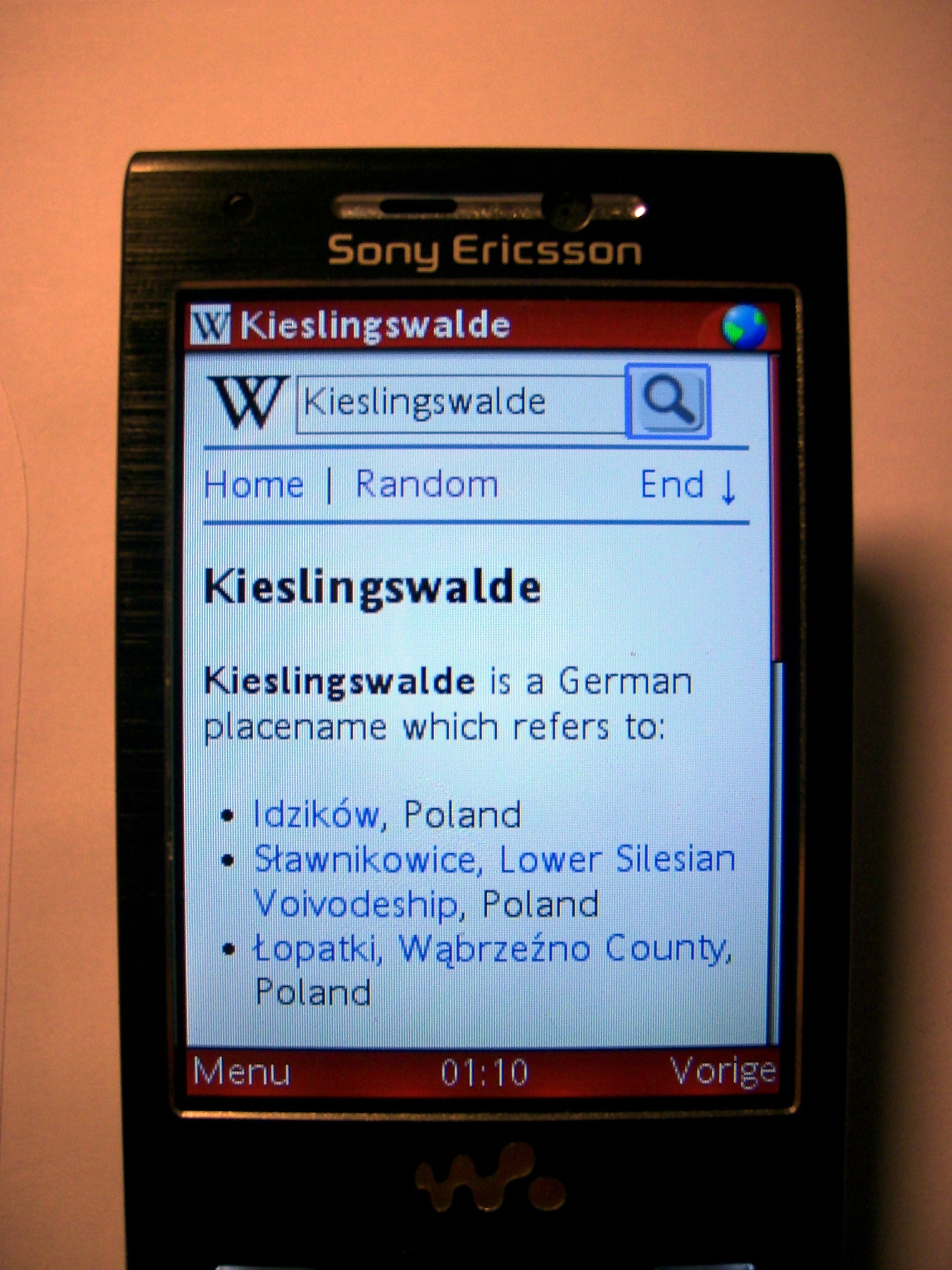
Wikipedia xem bằng trình duyệt web di động Opera Mini trên điện thoại di động màn hình nhỏ.

Web di động lần đầu tiên được phổ biến bởi công ty Unwired Planet. Năm 1997, Unwired Planet, Nokia, Ericsson và Motorola đã thành lập Diễn đàn WAP và tạo ra tiêu chuẩn WAP, việc này để dễ dàng chuyển đổi sang mạng băng thông và các thiết bị hiển thị nhỏ.

## Tiêu chuẩn của Web di động
Các tiêu chuẩn đưa ra nhằm cải thiện  khả năng sử dụng, khả năng tương tác và khả năng truy cập của việc sử dụng web di động.
Hiệp hội W3C thành lập Sáng kiến Web di động (Mobile Web Initiative: MWI) nhằm phát triển các khả năng vận hành và các công nghệ tốt nhất có liên quan đến web di động. Mục tiêu của sáng kiến này là làm cho việc duyệt web từ thiết bị di động trở nên đáng tin cậy và dễ truy cập hơn. Mục đích chính là phát triển các tiêu chuẩn định dạng dữ liệu từ các nhà cung cấp Internet, đó là điều chỉnh theo thông số kỹ thuật của các thiết bị di động cụ thể.
W3C cũng đang phát triển một chương trình xác nhận để đánh giá mức độ sẵn sàng của nội dung cho web di động, được gọi là Chương trình mobileOK, nó sẽ giúp các nhà phát triển nội dung xác định xem nội dung trên trang của họ có mức độ thân thiện với di động như thế nào.
mTLD, đã phát hành một công cụ kiểm tra miễn phí gọi là Báo cáo MobiReady (xem mobiForge) để phân tích sự sẵn sàng trên các thiết bị di động của website. Báo cáo này kiểm tra mức độ sẵn sàng trên di động của trang web bằng cách sử dụng các tiêu chuẩn thực tiễn tốt nhất trong ngành thông qua việc cho điểm Mobi Ready.
Các tiêu chuẩn khác cho web di động đang được ghi nhận và khám phá dành cho các ứng dụng cụ thể, chẳng hạn như việc sử dụng web di động cho mục đích giáo dục và đào tạo.

## Phát triển
Vào cuối năm 1996, truy cập vào web di động lần đầu tiên đã được cung cấp thương mại tại Phần Lan trên chiếc điện thoại Nokia 9000 Communicator thông qua hai nhà mạng Sonera và Radiolinja.
Vào năm 1999 tại Nhật Bản khi i-mode được ra mắt bởi NTT DoCoMo, lần đầu tiên một dịch vụ web dựa trên trình duyệt dành riêng cho thiết bị di động được ra mắt thương mại. 

Sự phát triển của các tiêu chuẩn web di động

Web di động chủ yếu sử dụng các trang nhẹ như trang này được viết bằng Ngôn ngữ đánh dấu siêu văn bản mở rộng (XHTML) hoặc Ngôn ngữ đánh dấu không dây (WML) để cung cấp nội dung cho thiết bị di động. Nhiều trình duyệt di động mới đang vượt ra khỏi các giới hạn này bằng cách hỗ trợ nhiều định dạng Web hơn, bao gồm các biến thể HTML thường thấy trên web máy tính để bàn.

### Sự tăng trưởng

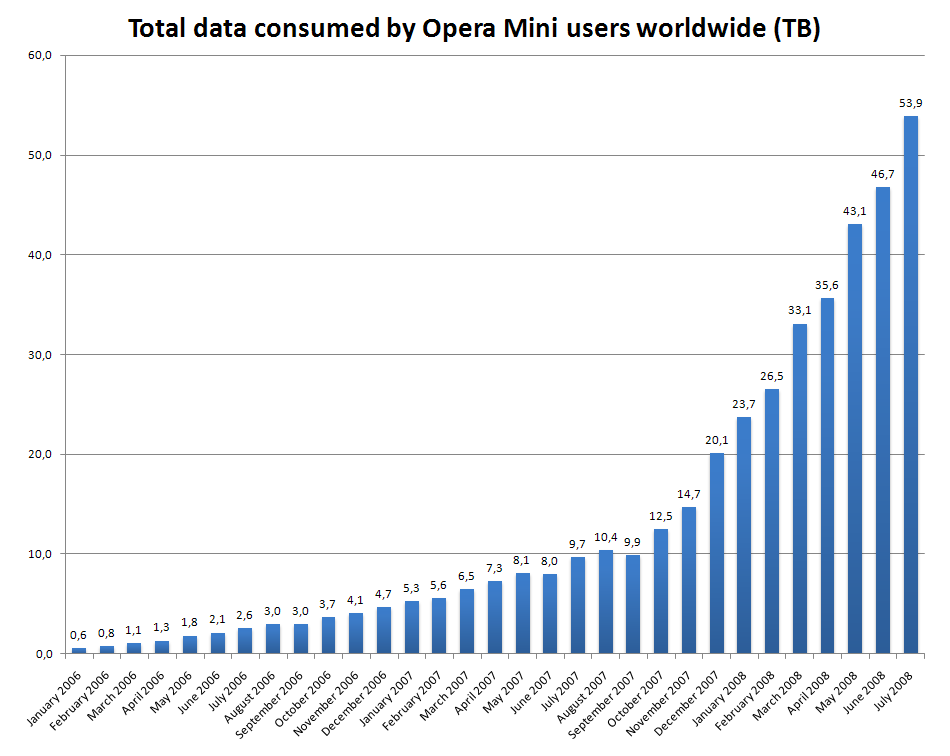
Tổng dữ liệu được sử dụng bởi người dùng Opera Mini trên toàn thế giới từ năm 2006 đến giữa năm 2008 theo TB

Theo Hootsuite và We Are Social, hiện nay (2019) trên thế giới đã có 5.117 tỷ người sử dụng điện thoại di động, khoảng hai phần ba tổng dân số thế giới. Và có 4.333 tỷ người dùng internet, chiếm tỷ lệ 56% dân số trên toàn thế giới.
Sự tăng trưởng xảy ra nhanh nhất ở những nơi máy tính cá nhân (PC) không phải là thiết bị mà người dùng trải nghiệm internet lần đầu tiên. Nhiều người dùng ở Châu Âu và Hoa Kỳ đã là người dùng internet cố định trước khi họ thử trải nghiệm internet trên điện thoại di động. Trong khi đó, ở những nơi khác trên thế giới, chẳng hạn như Ấn Độ, lần đầu tiên sử dụng internet là trên điện thoại di động. Nam Phi, Indonesia, Ấn Độ và Ả Rập Saudi đang chứng kiến sự tăng trưởng nhanh nhất trong việc sử dụng internet di động. Ở một khía cạnh lớn hơn, điều này là do sự chấp nhận nhanh chóng của chính điện thoại di động. Theo báo cáo của Morgan Stanley, mức tăng trưởng sử dụng điện thoại di động cao nhất trong năm 2006 là ở Pakistan và Ấn Độ.
Theo Forbes, lượng người dùng Internet của Trung Quốc đã đạt được mốc 802 triệu người (2018), chiếm 57,7% dân số nước này, theo dữ liệu vừa được công bố bởi Trung tâm thông tin mạng Internet Trung Quốc (CNNIC). Trong đó, 788 triệu người kết nối thông qua thiết bị di động, chiếm tới 98% tổng số người dùng Internet của cả Trung Quốc. Theo Cục Thống kê Quốc gia Trung Quốc, trong năm 2018, doanh thu thương mại điện tử của nước này đạt 31.630 tỷ nhân dân tệ (khoảng 4.720 tỷ USD) và doanh thu bán lẻ trực tuyến đã vượt 9.000 tỷ nhân dân tệ, tăng 23,9% so với năm 2017. Do đó, Trung Quốc vẫn là thị trường bán lẻ trực tuyến lớn nhất thế giới.

## Quảng cáo
Các nhà quảng cáo đang ngày càng sử dụng web di động như một nền tảng để tiếp cận người tiêu dùng. Một nghiên cứu vào năm 2007 của Digital Content Next (DCN), đã báo cáo rằng khoảng một phần mười người dùng web di động cho biết họ đã mua hàng dựa trên quảng cáo web trên thiết bị di động, trong khi 23% cho biết họ đã truy cập Trang web, 13% cho biết họ đã yêu cầu thêm thông tin về sản phẩm hoặc dịch vụ và 11% cho biết họ đã đến cửa hàng để kiểm tra sản phẩm. Năm 2019, chi tiêu cho quảng cáo trên di động trên toàn thế giới lên tới 190 tỷ đô la Mỹ và dự kiến sẽ vượt 280 tỷ đô la vào năm 2022. Quảng cáo trên thiết bị di động đã tăng nhanh trong vài năm qua, nhưng dự kiến sẽ chậm lại khoảng 9,9% vào cuối năm 2022.

## Trang di động được tăng tốc
Vào mùa thu năm 2015, Google tuyên bố họ sẽ đưa ra một sáng kiến nguồn mở có tên là " Các trang di động được tăng tốc " hoặc AMP (tiếng Anh: Accelerated Mobile Pages). Mục tiêu của dự án này là cải thiện tốc độ và hiệu suất của các trang giàu nội dung bao gồm video, hoạt hình và đồ họa. Vì phần lớn dân số hiện nay sử dụng web thông qua máy tính bảng và điện thoại thông minh, nên có các trang web được tối ưu hóa cho các sản phẩm này là nhu cầu chính đối với AMP.
Ba loại AMP chính là: AMP HTML, AMP JS và Google AMP Cache.

### Tính chẵn lẻ giữa các trang di động được tăng tốc và các trang chuẩn
Một yêu cầu gần đây – bắt đầu từ ngày 1 tháng 2 năm 2018   – từ Google yêu cầu nội dung trang chuẩn phải phù hợp với nội dung trên các AMP. Trong việc tạo ra trải nghiệm người dùng tuyệt vời – và để tránh bẫy giao diện người dùng – điều quan trọng là hiển thị cùng một nội dung trên các AMP như với các trang chuẩn. 

## Hạn chế
Mặc dù truy cập Internet "khi đang di chuyển" mang lại lợi thế cho nhiều người, chẳng hạn như khả năng giao tiếp qua email với người khác và nhận thông tin ở bất cứ đâu, trang web được truy cập từ thiết bị di động, có thể có nhiều giới hạn khác nhau, tùy thuộc vào thiết bị. Tuy nhiên, các loại điện thoại thông minh mới hơn khắc phục được một số hạn chế này. Một số vấn đề có thể gặp phải bao gồm:
- Kích thước màn hình nhỏ - điều này gây khó khăn hoặc không thể nhìn thấy văn bản và đồ họa phụ thuộc vào kích thước tiêu chuẩn của màn hình máy tính để bàn. Để hiển thị thêm thông tin, kích thước màn hình điện thoại thông minh đã ngày càng lớn hơn.
- Thiếu cửa sổ - trên máy tính để bàn, khả năng mở nhiều cửa sổ cùng một lúc cho phép đa tác vụ và dễ dàng trở lại trang trước. Trong lịch sử trên web di động, mỗi lần chỉ có thể hiển thị một trang và các trang chỉ có thể được xem theo trình tự ban đầu được truy cập. Tuy nhiên, Opera Mini [13] là một trong những cửa sổ đầu tiên cho phép nhiều cửa sổ và các tab trình duyệt đã trở nên phổ biến nhưng rất ít trình duyệt di động cho phép các cửa sổ chồng chéo trên màn hình.
- Điều hướng - Điều hướng là một vấn đề đối với các trang web không được tối ưu hóa cho thiết bị di động vì diện tích nội dung lớn, kích thước màn hình nhỏ và không có tính năng cuộn bánh xe hoặc hộp di chuột.
- Thiếu JavaScript và cookie - hầu hết các thiết bị không hỗ trợ tập lệnh và lưu trữ cookie phía máy khách (loại trừ điện thoại thông minh), hiện được sử dụng rộng rãi trong hầu hết các trang web để nâng cao trải nghiệm người dùng, tạo điều kiện xác thực dữ liệu được nhập bởi khách truy cập trang,... Điều này cũng dẫn đến việc các công cụ phân tích trang web không thể xác định duy nhất khách truy cập bằng thiết bị di động.
- Các loại trang có thể truy cập - nhiều trang web có thể truy cập trên máy tính để bàn nhưng không thể trên thiết bị di động. Nhiều thiết bị không thể truy cập các trang có kết nối bảo mật, Flash hoặc phần mềm tương tự khác, PDF hoặc trang web video, mặc dù đến năm 2011, điều này đã thay đổi.
- Tốc độ - trên hầu hết các thiết bị di động, tốc độ dịch vụ chậm, đôi khi chậm hơn so với truy cập Internet quay số.
- Các trang bị hỏng - trên nhiều thiết bị, một trang được xem trên màn hình nền được chia thành các phân đoạn, mỗi trang được coi là một trang riêng biệt. Điều này tiếp tục làm chậm điều hướng.
- Các trang được nén - nhiều trang, khi chuyển đổi sang định dạng di động, được nén thành một thứ tự khác với cách chúng thường được xem trên máy tính để bàn.
- Kích thước thư - nhiều thiết bị có giới hạn về số lượng ký tự có thể được gửi trong thư email.
- Chi phí - phí truy cập và băng thông được thu bởi các mạng điện thoại di động có thể cao nếu không có phí cố định mỗi tháng.
- Vị trí của người dùng di động: 
  - Nếu quảng cáo tiếp cận người dùng điện thoại ở các địa điểm riêng tư, người dùng sẽ thấy họ đau khổ hơn (Banerjee & Dholakia, 2008)
  - Nếu người dùng ở nước ngoài, phí cố định mỗi tháng thường không áp dụng
- Tình huống quảng cáo đến tay người dùng - khi quảng cáo tiếp cận người dùng trong các tình huống liên quan đến công việc, họ có thể bị coi là xâm phạm hơn so với trong các tình huống giải trí (Banerjee & Dholakia, 2008)

Ngoài các giới hạn của thiết bị, người dùng cần biết một số giới hạn liên quan đến nhiễu mà các thiết bị này gây ra trong công nghệ điện từ khác.
Sự có mặt của Internet và điện thoại, đã khiến các bệnh viện tăng các khu vực miễn điện thoại di động. Một nghiên cứu của Erik van Lieshout và các đồng nghiệp (Trung tâm y tế học thuật, Đại học Amsterdam) đã phát hiện ra rằng Dịch vụ vô tuyến gói tổng hợp (GPRS) được sử dụng trong điện thoại hiện đại có thể ảnh hưởng đến các máy móc cách xa đến 3 mét. Các tín hiệu của Hệ thống Viễn thông Di động Toàn cầu (UMTS), được sử dụng trong mạng 3G, có vùng loại trừ nhỏ hơn chỉ vài cm. Người phạm tội tồi tệ nhất trong bệnh viện có thể là các bác sĩ.